# D’Hondt-Verfahren
Das D’Hondt-Verfahren [tɔnt] (auch: Höchstzahlverfahren, Divisorverfahren mit Abrundung; in der Schweiz: Hagenbach-Bischoff-Verfahren; in Israel: Bader/Ofer-Verfahren; im angelsächsischen Raum: Jefferson-Methode) ist eine Methode der proportionalen Repräsentation (ein Sitzzuteilungsverfahren), wie sie z. B. bei Wahlen mit dem Verteilungsprinzip Proporz (siehe Verhältniswahl) benötigt wird, um Wählerstimmen in Abgeordnetenmandate umzurechnen.

## Geschichte
Die Historie zum D’Hondt-Verfahren erklärt, warum das Zuteilungsverfahren im angelsächsischen Raum Jefferson-Methode und in Europa D’Hondt-Verfahren genannt wird. In den USA schlug Thomas Jefferson (1743–1826) im Jahr 1792 diese Zuteilungsmethode vor, um die Sitze im Repräsentantenhaus bevölkerungsproportional auf die US-Bundesstaaten zu verteilen. In Kontinentaleuropa entwickelte Victor D’Hondt (1841–1901) denselben Berechnungsmodus, um die Sitze eines Parlaments proportional zu den Wählerstimmen auf die kandidierenden Parteien zu verteilen. Es gibt keine Hinweise darauf, dass D’Hondt von Jeffersons Vorschlag und den einschlägigen Diskussionen im amerikanischen Kongress Kenntnis hatte.
Die Schweiz spricht vom Hagenbach-Bischoff-Verfahren. Die Namensgebung erinnert an den Basler Kantonspolitiker Eduard Hagenbach-Bischoff (1833–1910), der in der Schweiz beim Übergang von der Mehrheitswahl zur Proporzwahl vehement die Einführung des D’Hondt-Verfahrens propagierte.
In Israel spricht man vom Bader/Ofer-Verfahren. Jochanan Bader (1901–1994) und Abraham Ofer (1922–1977) waren Mitglieder der Knesset, auf deren parlamentarische Initiative hin das Wahlgesetz geändert wurde. Das D’Hondt-Verfahren wird seit der Wahl zur Achten Knesset 1973 eingesetzt.
In Deutschland galt das D’Hondt-Verfahren ab dem ersten Bundeswahlgesetz 1949 für die Sitzzuteilung bei Wahlen zum Deutschen Bundestag. Es wurde 1985 durch das Hare/Niemeyer-Verfahren ersetzt, das 2008 vom Sainte-Laguë-Verfahren abgelöst wurde.
Das D’Hondt-Verfahren findet in Deutschland weiterhin vielfache Anwendungen bei Wahlen zu Landesparlamenten, Gemeindevertretungen, Richterwahlausschüssen oder Betriebsräten. Bei Landtagswahlen wird es in Niedersachsen und im Saarland, bis 2023 auch in Sachsen, praktiziert. Nordrhein-Westfalen ist das einzige Bundesland, in dem es nie bei Landtagswahlen Anwendung fand.
In Österreich wird das D’Hondt-Verfahren im dritten Ermittlungsverfahren bei Wahlen zum Nationalrat (siehe NRWO), bei Hochschülerschaftswahlen sowie bei Betriebsratswahlen angewandt.
Bei den Wahlen zum Europäischen Parlament wird das D’Hondt-Verfahren in einem Großteil der Mitgliedstaaten der Europäischen Union eingesetzt, um die Sitze des Mitgliedstaats den dort kandidierenden Parteien zuzuteilen.
Die Alternativbezeichnung Divisorverfahren mit Abrundung verweist darauf, die bei Verhältnisrechnungen auftauchenden Quotienten abzurunden. Nur die Ganzzahl eines Quotienten ist erheblich, nicht aber der Nachkommarest. Heutzutage bereitet es keinerlei Mühe, mit Computern oder Taschenrechnern Quotienten einschließlich Nachkommastellen auszurechnen. Der Übergang vom genauen Quotienten zu seiner Ganzzahl wird dann zu einem eigenen Verfahrensschritt, eben zum Schritt der Abrundung. Zu Zeiten von Jefferson und D’Hondt war die Quotientenberechnung händische Arbeit. Es galt die ermutigende Maxime: Brüche werden nicht gerechnet. Die Beschränkung auf Ganzzahlen bedeutete, dass mit Erreichen des Dezimalkommas die Arbeit als beendet gelten durfte. Der Abrundungsschritt wurde erst gar nicht als solcher wahrgenommen.

## Berechnungsweisen
Für das D’Hondt-Verfahren gibt es mehrere Auswertungsarten, die sich im Rechenweg unterscheiden, aber alle zu demselben Ergebnis führen:
- als Divisorverfahren mit Abrundung
- als Höchstzahlenschema mit Teilern 1, 2, 3 usw.
- als verkürztes Höchstzahlenschema nach Hagenbach-Bischoff oder Bader/Ofer

Der erste Weg ist der schnellste und der zweite der langsamste, der dritte ist eine Mischung der beiden Extreme. In der folgenden Darstellung wird angenommen, dass die Zahl der verfügbaren Parlamentssitze feststeht. Diese Sitze sind auf eine Reihe von Parteien im Verhältnis der auf sie entfallenden Wählerstimmen zu verteilen. Das D’Hondt-Verfahren lässt sich gleichermaßen nutzen, die Sitze einer Reihe von Wahldistrikten im Verhältnis der dort erhobenen Bevölkerungsstärken zuzuteilen.
D’Hondt-Verfahren als Divisorverfahren mit Abrundung. Dieser Rechenweg beruht auf der Bestimmung eines Zuteilungsdivisors. Für jede Partei wird ihre Stimmenzahl durch den Zuteilungsdivisor geteilt und der sich ergebende Quotient zur darunterliegenden Ganzzahl abgerundet; diese Ganzzahl ist die gesuchte Sitzzahl der Partei. Der Zuteilungsdivisor wird so bestimmt, dass die Summe der Sitzzahlen der Parteien gleich der Anzahl der verfügbaren Sitze ist.
Um einen Zuteilungsdivisor zu bestimmen, beginnt man zunächst mit einem formelhaften Startdivisor. Ein empfehlenswerter Startdivisor ergibt sich, indem man die Zahl der Gesamtstimmen teilt durch die Zahl der Gesamtsitze plus die Hälfte der Anzahl der zu berücksichtigenden Parteien. Dieser Startdivisor D gehorcht also der Formel
{\displaystyle D={\frac {\text{Gesamtstimmen}}{{\text{Gesamtsitze}}+{\frac {1}{2}}{\text{Parteienanzahl}}}}}
Entfallen danach mehr Sitze auf die Parteien als verfügbar, ist der Startdivisor so heraufzusetzen, dass bei Neuberechnung die Zahl der verfügbaren Sitze ausgeschöpft wird. Entfallen zu wenig Sitze auf die Parteien, ist der Startdivisor entsprechend herunterzusetzen.
In der folgenden Beispielrechnung hat der Zuteilungsdivisor den Wert 83,5. In dieser Situation reduziert sich das D’Hondt-Verfahren auf den eingängigen Lösungssatz: Auf je 83,5 Stimmenbruchteile entfällt rund ein Sitz. Dabei erinnert der Zusatz „rund“ daran, dass die Quotienten von Stimmen und Divisor abzurunden sind.
D’Hondt-Verfahren als Höchstzahlenschema mit Teilern 1, 2, 3 usw. Die Stimmen der Parteien werden fortlaufend geteilt durch 1, 2, 3 usw. Die Ergebnisse heißen Vergleichszahlen. Von den Vergleichszahlen werden so viele höchste Werte identifiziert, wie insgesamt Sitze zu vergeben sind. Jede Partei erhält so viele Sitze, wie oft sie zu den höchsten Vergleichszahlen, den Höchstzahlen, beiträgt.
Die beschriebenen Schritte präsentieren sich als Schema, das unten beispielhaft präsentiert wird. Vorteil eines Schemas ist, dass es sich schematisch abarbeiten lässt. Nachteil ist, dass die schematische Arbeit wenig zum inhaltlichen Verständnis des Verfahrens beiträgt.
D’Hondt-Verfahren als verkürztes Höchstzahlenschema. Dieser Weg besteht aus einer Startzuteilung und einer Endzuteilung. Die Startzuteilung berechnet für die Parteien Startsitze, indem sie mit einem Startdivisor die Rechnung nach Art des Divisorverfahrens mit Abrundung durchgeführt, die oben beschrieben wurde. Der Ansatz nach Hagenbach-Bischoff nimmt als Startdivisor die Droop-Quote DrQ, der Ansatz nach Bader/Ofer die Hare-Quote HaQ:
{\displaystyle DrQ=\left({\text{Ganzzahlteil von }}{\frac {\text{Gesamtstimmen}}{{\text{Gesamtsitze}}+1}}\right)+1}
{\displaystyle HaQ={\frac {\text{Gesamtstimmen}}{\text{Gesamtsitze}}}}
Die Startzuteilung verteilt nicht mehr Sitze, als verfügbar sind. Sie verfehlt die Gesamtsitzzahl aber höchstens um so viele Sitze, wie Parteien zu berücksichtigen sind. Die fehlenden Sitze werden in der Endzuteilung ergänzt. Zu diesem Zweck wird das Höchstzahlenschema auf die Vergleichszahlen beschränkt, die noch relevant sind. Diese ergeben sich, indem man die Stimmen der Parteien fortlaufend durch Startsitze + 1, Startsitze + 2, Startsitze + 3 usw. teilt. Von diesen Vergleichszahlen werden so viele Höchstwerte markiert, wie Sitze zu ergänzen sind. Für jede Partei erhöht sich die Zahl der Startsitze um so viele Sitze, wie oft sie zu den Höchstzahlen beiträgt.

## Berechnungsbeispiel
Im Beispiel entfallen auf vier Parteien 1000 Gesamtstimmen; somit sind die 416 Stimmen für Partei A dasselbe wie 41,6 Prozent der Gesamtstimmen. Es sind zehn Sitze zuzuteilen; vier Sitze entsprechen also 40 Prozent der Gesamtsitze.
Rechnung als Divisorverfahren mit Abrundung. Der empfohlene Startdivisor für das D’Hondt-Verfahren ist 1000 / (10 + 4/2) = 250 / 3 = 83 1/3, d. h. Gesamtstimmen geteilt durch Gesamtsitze plus halbe Parteienanzahl. Folglich gehören zu den Parteistimmen 416 : 335 : 160 : 89 die Quotienten 4,99 : 4,02 : 1,9 : 1,07; nach Abrundung rechtfertigen sie 4 : 4 : 1 : 1 Sitze. Dies ist das gesuchte Zuteilungsergebnis, denn alle zehn verfügbaren Sitze sind verteilt.
Jedoch ist der Startdivisor 83 1/3 unpraktisch, weil er keine abbrechende Dezimalentwicklung besitzt. Dem wird abgeholfen durch die Beobachtung, dass die zulässigen Divisoren in einem gewissen Bereich variieren dürfen. Denn der erste Quotient bleibt kleiner als 5 und ergibt dieselbe Rundung auf 4 Sitze, solange der Divisor über der Marke 416 / 5 = 83,2 liegt. Der zweite Quotient ist größer als 4 und rechtfertigt nach wie vor 4 Sitze, solange der Divisor unterhalb der Marke 335 / 4 = 83,75 bleibt. In der Tat lässt jeder Divisor im Bereich von 83,2 bis 83,75 das obige Zuteilungsergebnis unverändert. Es bietet sich an, die Bereichsmitte 83,475 zum Zuteilungsdivisor 83,5 zu verschlanken, weil diese Wahl innerhalb des Divisorbereichs bleibt und darin einen kommunikativen Wert darstellt.
Das Endergebnis lässt sich wie folgt als Tabelle darstellen. Von den Quotienten sind nur so viele Nachkommastellen ausgewiesen, dass die Rundung auf die darunterliegende Ganzzahl klar erkennbar ist:
| Partei                                                | Stimmen | Quotient | Sitze |
| ----------------------------------------------------- | ------- | -------- | ----- |
| A                                                     | 416     | 4,98     | 4     |
| B                                                     | 335     | 4,01     | 4     |
| C                                                     | 160     | 1,9      | 1     |
| D                                                     | 89      | 1,1      | 1     |
| Summe (Divisor)                                       | 1000    | (83,5)   | 10    |
| Auf je 83,5 Stimmenbruchteile entfällt rund ein Sitz. |         |          |       |

Rechnung als Höchstzahlenschema mit Teilern 1, 2, 3 usw. Die Stimmen werden fortlaufend durch 1, 2, 3 usw. geteilt; die Teilungsergebnisse dienen als "Vergleichszahlen". Jede Partei erhält so viele Sitze, wie oft sie zu den zehn höchsten Vergleichszahlen, den Höchstzahlen, beiträgt. Zur leichteren Übersicht ist die Wiedergabe der Vergleichszahlen beim Dezimalkomma abgebrochen; das ist ausreichend zu entscheiden, ob eine größer als eine andere ist. Dieser Entscheid benötigt nur bei der zehnten Höchstzahl eine Nachkommastelle, um zu sehen, dass 335 / 4 = 83,75 größer ist als 416 / 5 = 83,2.
| Partei                           | A    | A    | B   | B    | C   | C   | D  | D  |
| -------------------------------- | ---- | ---- | --- | ---- | --- | --- | -- | -- |
| Stimmen                          | 416  | 416  | 335 | 335  | 160 | 160 | 89 | 89 |
| Vergleichszahlen                 |      |      |     |      |     |     |    |    |
| Stimmen / 1                      | 1    | 416  | 2   | 335  | 5   | 160 | 9  | 89 |
| Stimmen / 2                      | 3    | 208  | 4   | 167  | 80  | 80  | 44 | 44 |
| Stimmen / 3                      | 6    | 138  | 7   | 111  | 53  | 53  | 29 | 29 |
| Stimmen / 4                      | 8    | 104  | 10  | 83,8 | 40  | 40  | 22 | 22 |
| Stimmen / 5                      | 83,2 | 83,2 | 67  | 67   | 32  | 32  | 17 | 17 |
| Auszählung der zehn Höchstzahlen |      |      |     |      |     |     |    |    |
| Sitze                            | 4    | 4    | 4   | 4    | 1   | 1   | 1  | 1  |

Die Verbindung zum ersten Rechenweg als Divisorverfahren mit Abrundung springt ins Auge. Mit einem Divisor zwischen erster und nächster Höchstzahl wird ein Sitz vergeben, zwischen zweiter und nächster Höchstzahl zwei Sitze …, zwischen zehnter und nächster Höchstzahl zehn Sitze. Letzterer Bereich von 416 / 5 = 83,2 bis 335 / 4 = 83,8 ist entscheidend; dies ist derselbe Divisorbereich, aus dem beim ersten Weg der Zuteilungsdivisor 83,5 ausgewählt wurde.
Rechnung als verkürztes Höchstzahlenschema mit Startzuteilung. Im Beispiel ergibt sich die Droop-Quote zu 90 + 1 = 91 und die Hare-Quote zu 1000 / 10 = 100. Mit der Droop-Quote als Startdivisor gehen die Stimmen 416 : 335 : 160 : 89 mit den Quotienten 4,6 : 3,7 : 1,7 : 0,98 einher; die Hare-Quote als Startdivisor führt zu den Quotienten 4,2 : 3,4 : 1,6 : 0.9. Beide Ansätze liefern 4 : 3 : 1 : 0 Startsitze. Diese acht Startsitze sind mit weiteren zwei Sitzen zu ergänzen. Dazu werden oben aus dem vollständigen Höchstzahlenschema die ersten acht Höchstzahlen weggelassen und die übrigen Vergleichszahlen in einem verkürzten Schema neu arrangiert:
| Partei                                      | A    | A    | B   | B    | C   | C   | D    | D    |
| ------------------------------------------- | ---- | ---- | --- | ---- | --- | --- | ---- | ---- |
| Stimmen                                     | 416  | 416  | 335 | 335  | 160 | 160 | 89   | 89   |
| Stimmen / Droop-Quote                       | 4,6  | 4,6  | 3,7 | 3,7  | 1,7 | 1,7 | 0,98 | 0,98 |
| Startsitze (insgesamt 8)                    | 4    | 4    | 3   | 3    | 1   | 1   | 0    | 0    |
| Vergleichszahlen                            |      |      |     |      |     |     |      |      |
| Stimmen / (Startsitze + 1)                  | 83,2 | 83,2 | 2   | 83,7 | 80  | 80  | 1    | 89   |
| Stimmen / (Startsitze + 2)                  | 69   | 69   | 67  | 67   | 53  | 53  | 44   | 44   |
| Ergänzende Auszählung von zwei Höchstzahlen |      |      |     |      |     |     |      |      |
| Endsitze (insgesamt 10)                     | 4    | 4    | 4   | 4    | 1   | 1   | 1    | 1    |

Offensichtlich ist das verkürzte Schema kürzer als das unverkürzte. Die Verkürzung gerät allerdings so kurz, dass sie wohl nur für Kenner durchschaubar bleibt, die schon ein vertieftes Verständnis des Verfahrens mitbringen.

## Eigenschaften
Als Divisorverfahren erfüllt das D’Hondt-Verfahren die sechs Struktureigenschaften, die diesem Verfahrenstyp allgemein zukommen: Anonymität, Balanciertheit, Konkordanz, Homogenität, Exaktheit und Kohärenz. Die Besonderheiten des D’Hondt-Verfahrens treten bei anderen Aspekten zu Tage: Verzerrung der Sitzzuteilungen, Vergleich mit den Idealansprüchen und Minimierung der Überrepräsentation.

### Verzerrtheit zugunsten stärkerer Parteien und zulasten schwächerer Parteien
Das D’Hondt-Verfahren begünstigt stärkere Parteien zum Nachteil schwächerer Parteien. Die Verzerrungen entstehen bei der Abrundung der Quotienten, die bei der Umrechnung von Stimmen in Sitze auftreten. Abrundungsverluste treffen Schwache mehr als Starke.
Einer Kleinpartei, die mit Quotienten 1,99 nur einen Sitz erhält, entgeht ein Sitz, der einen hundertprozentigen Zuwachs versprochen hätte.
Eine mittelstarke Partei, die bei Quotienten 10,99 zehn Sitze bekommt, verpasst einen Sitz, der einen zehnprozentigen Zuwachs bedeutet hätte.
Eine starke Partei, die mit Quotienten 100,99 hundert Sitze bekommt, hat auf einen Sitz zu verzichten, der einem einprozentigen Zuwachs entsprochen hätte.
Die Abrundungsverluste des D’Hondt-Verfahrens sind für kleinere Parteien stark spürbar, für stärkere Parteien fallen sie weniger ins Gewicht. Einen gelegentlichen Ausgleich durch Aufrundungsgewinne kennt das Verfahren nicht. Anders als eine Sperrklausel, die gezielt nur Kleinparteien ausschließt, schlagen die Verzerrungen des D’Hondt-Verfahrens auf das gesamte Wahlergebnis durch. Starke Parteien werden begünstigt und schwache benachteiligt.
Die Beurteilung von Begünstigungen und Benachteiligungen orientiert sich am Idealanspruch einer Partei, also daran, dass der Anteil an den Gesamtsitzen derselbe ist wie der Anteil der Stimmen der Partei an den Gesamtstimmen. Die Sitzzahl einer Partei muss ganzzahlig sein, ihr Idealanspruch ist es fast nie. Abweichungen der Sitzzahlen von den Idealansprüchen sind also unvermeidlich, sie können zugunsten einer Partei ausfallen oder zu ihrem Nachteil. Diese sollten sich die Waage halten, wenn ein Verfahren wiederholt eingesetzt wird. 
Ein Sitzzuteilungsverfahren ist unverzerrt (engl. unbiased), wenn bei mehrfachen Anwendungen des Verfahrens jede Partei erwarten kann, dass positive und negative Differenzen von Sitzzahlen und Idealansprüchen sich ausgleichen und im Durchschnitt Null ergeben. Zum Beispiel ist das Sainte-Laguë-Verfahren unverzerrt, wie auch das Hare/Niemeyer-Verfahren.
Das D’Hondt-Verfahren ist dagegen verzerrt (engl. biased), d. h. es ist nicht unverzerrt. Seine Sitzverzerrungen sind systematische Verfahrenseffekte und nicht den Zufälligkeiten des unvermeidlichen Rundungsschritts geschuldet. Sie lassen sich zahlenmäßig vorhersagen.
Schon 1918 berechnete George Pólya für Drei-Parteien-Systeme die Verzerrungen, denen die stärkste, die mittlere bzw. die schwächste Partei ausgesetzt sind:
{\displaystyle {\frac {5}{12}}\quad {\text{bzw.}}\quad -{\frac {1}{12}}\quad {\text{bzw.}}\quad -{\frac {4}{12}}}
Bei zwölfmaliger Anwendung des D’Hondt-Verfahrens kann also die stärkste Partei erwarten, dass sie ihre Idealansprüche um insgesamt fünf Sitze übertrifft. Die mittlere Partei kommt um einen Sitz zu kurz, die schwächste um vier.
Für Systeme mit beliebig vielen Parteien ({\displaystyle \ell }, Listenzahl) wird die Sitzverzerrung, die beim D’Hondt-Verfahren die {\displaystyle k}-tstärkste Partei zu erwarten hat, durch eine Verzerrungsformel erfasst:
{\displaystyle {\frac {1}{2}}{\bigg (}{\frac {1}{k}}+\cdots +{\frac {1}{\ell }}-1{\bigg )}{\big (}1-\ell t{\big )}}
Im letzten Faktor steht der Buchstabe {\displaystyle t} für die Stimmenhürde (engl. threshold), die durch die Sperrklausel dem Verfahren beigefügt wird; bei einer Fünf-Prozent-Hürde also {\displaystyle t=0{,}05.}
Die Verzerrungen sind am Anfang am größten (für die stärkste Partei {\displaystyle k=1}), fallen dann Schritt für Schritt ab (für {\displaystyle k=2,\ldots }) und sind am Ende am kleinsten (für die schwächste Partei {\displaystyle k=\ell }). Ungefähr für das Drittel der stärkeren Parteien sind die Verzerrungen positiv und versprechen einen Bonus, der über die Idealansprüche hinausgeht. Für die zwei Drittel der mittleren und schwächeren Parteien sind die Verzerrungen negativ und bedeuten einen Malus, mit dem die Idealansprüche verfehlt werden.
Die Verzerrungsformel wird zwar unter idealisierenden Annahmen hergeleitet, umfangreiche empirische Untersuchungen bestätigen jedoch ihre hohe Verlässlichkeit. Sie ist praktisch anwendbar und aussagekräftig, sofern die Zahl der zu vergebenden Sitze größer oder gleich der doppelten Parteienzahl ist.
Die Sitzverzerrungen des D’Hondt-Verfahrens werden besonders dann politisch bedeutsam, wenn Mehrfachanwendungen parallel laufen, weil das Verfahren in mehreren Wahldistrikten zeitgleich eingesetzt wird.
Zum Beispiel sind bei bayerischen Landtagswahlen die sieben Regierungsbezirke eigenständige Distrikte. Bei der Wahl 1990 waren vier Parteien zu berücksichtigen; gemäß Verzerrungsformel konnte die stärkste Partei einen Bonus von drei Sitzen erwarten. Da die Verzerrungsformel auf Mittelbildung beruht, treten im Einzelfall Zufallsschwankungen auf. Die Schwankungen kamen 1990 der stärksten Partei zugute; die drei Bonussitze, die zu erwarten waren, verdoppelten sich auf sechs. Ein Pyrrhussieg für die stärkste Partei. Denn auf Klage der anderen Partei hin befand der Bayerische Verfassungsgerichtshof, dass die Verwendung des D’Hondt-Verfahrens bei Landtagswahlen den Grundsatz der Wahlgleichheit verletzt und gegen die Bayerische Verfassung verstößt.
Die für das D’Hondt-Verfahren typische Prämierung von Größe bringt es mit sich, dass tendenziell Parteienfusionen vorteilhaft und Parteienspaltungen nachteilig sind. Denn sei A eine Partei mit v Stimmen und x Sitzen und B eine Partei mit w Stimmen und y Sitzen. Nimmt man an, dass die Fusionspartei C = A + B die Stimmensumme v + w auf sich vereinigt und dass das übrige Bewerberfeld und seine Stimmenerfolge gleich bleiben, dann erhält C mindestens x + y Sitze. Die Fusion bringt nie weniger Sitze als vorher, sondern höchstens mehr. Umgekehrt wird eine Partei C entmutigt, sich in zwei Parteien A und B zu spalten. Allerdings ist diese rein rechnerische und enge Verfahrenssicht selten ausschlaggebend, Parteien fusionieren oder spalten sich eher aus programmatischen Gründen und politischen Anlässen.
Als einen verfahrensverträglichen Ersatz für Parteifusionen schlug Eduard Hagenbach-Bischoff schon 1896 vor, dass Parteien zum Zwecke der Wahlauswertung eine Listenverbindung anmelden dürfen. Die Partnerparteien einer Listenverbindung werben mit eigenen Kandidatenlisten um Wählerstimmen und wahren so in den Augen der Wählerschaft ihre Eigenständigkeit. Erst bei der Zuteilung der Gesamtsitze (sog. Oberzuteilung) werden die auf die Partnerparteien entfallenen Stimmen zusammengezogen; auf dieser Grundlage erhält die Listenverbindung die ihr als Ganzes zustehenden Sitze. Listenverbindungen sind also inhaltlich nicht mehr als Zählgemeinschaften. In einem abschließenden Schritt werden die Sitze der Listenverbindung an die Partnerparteien weitergereicht (sog. Unterzuteilung). Werden Ober- und Unterzuteilungen mit dem D’Hondt-Verfahren vollzogen, stehen die Partnerparteien einer Listenverbindung am Ende nie schlechter da, als wenn sie ohne Listenverbindung eigenständig zur Wahl angetreten wären.
Listenverbindungen sind ein zweischneidiges Schwert. Sie machen Sinn, wenn – wie gelegentlich in der Schweiz – eine Partei mit mehreren Listen zur Wahl antritt: Hauptliste, Seniorenliste, Juniorenliste. Diese Listen konkurrieren in ihren soziologischen Zielgruppen miteinander, nicht in der parteilichen Ausrichtung. Eine Verbindung dieser Listen bringt der Mutterpartei möglicherweise insgesamt einen Sitzvorteil, nie aber einen Nachteil.
Im deutschen Wahlrecht ist die Situation eine andere. Parteien dürfen nicht mehr als eine Kandidatenliste zur Wahl stellen (Verbot von Tarnlisten). Listenverbindungen von konkurrierenden Parteien sind bei einem verzerrenden Sitzzuteilungsverfahren wie dem von D’Hondt eher von Vorteil für starke Parteien als für schwache. Denn wenn eine schwache Partei und eine starke Partei eine Listenverbindung eingehen und diese in der Oberzuteilung erfolgreich mehr Sitze erhält, als die Partnerparteien einzeln bekommen hätten, dann bleibt in der Unterzuteilung die starke Partei stark und die schwache Partei schwach. Weil das D’Hondt-Verfahren starke Parteien begünstigt zulasten schwacher Parteien, landet der Mehrsitz weit häufiger bei der starken Partei als bei der schwachen. In diesen Fällen macht eine Listenverbindung die starke Partei stärker und nicht die schwache stark. In den anderen Fällen, in denen es tatsächlich die schwache Partei ist, die durch eine Listenverbindung einen Bonussitz dazugewinnt, droht eine Verletzung der Grundeigenschaft der Konkordanz. Denn mit Bonussitz kann die schwache Partei mehr Sitze erlangen als eine andere, die stärker ist. Die Absurditäten, die durch Listenverbindung möglich gemacht werden, sind vielfältig und empirisch gut belegt.

### Quotenbedingung, Mehrheitsbedingung, Minderheitsbedingung
Die Quotenbedingung zielt auf den Vergleich von Sitzzahl und Idealanspruch einer Partei in jedem einzelnen Anwendungsfall; anders als beim Konzept von Verzerrtheit und Unverzerrtheit steht hier nicht das durchschnittliche Verhalten bei wiederholten Anwendungen zur Diskussion. Die Quotenbedingung verlangt, dass immer für jede Partei ihre Sitzzahl gleich dem ab- oder aufgerundeten Idealanspruch ist.
Das D’Hondt-Verfahren erfüllt die Quotenbedingung nur zum Teil. Seine Sitzzahlen sind immer größer oder gleich den abgerundeten Idealansprüchen. Das D’Hondt-Verfahren ist das einzige Divisorverfahren mit dieser Eigenschaft. Andererseits aber können die D’Hondt-Sitzzahlen größer ausfallen als der aufgerundete Idealanspruch, man spricht dann von Überaufrundung.
Als ein Extrembeispiel sei angenommen, dass eine Partei A mit 484 Stimmen und zwölf Kleinparteien mit je 43 Stimmen um zehn Sitze konkurrieren. Bei dann 1000 Gesamtstimmen beträgt der Idealanspruch von Partei A 484 × 10 / 1000 = 4,84 Sitzbruchteile; die Quotenbedingung beschränkt den Sitzgewinn für A auf vier oder fünf Sitze. Das D’Hondt-Verfahren teilt Partei A aber alle zehn Sitze zu, die Kleinparteien gehen leer aus (Divisor 46). Weniger als die Hälfte der Stimmen reichen Partei A, ihre zwölf Konkurrenten vollständig zu verdrängen.
Von ähnlichem Charakter wie die Quotenbedingung ist die Mehrheitsbedingung. Sie verlangt, dass eine Absolutmehrheit an Stimmen zu einer Absolutmehrheit an Sitzen führt. Das D’Hondt-Verfahren erfüllt die Mehrheitsbedingung nur dann, wenn die Hausgröße ungerade ist. Bei gerader Hausgröße kann es passieren, dass auf eine Absolutmehrheit an Stimmen genau die Hälfte der Sitze entfällt.
Das Gegenstück zur Mehrheitsbedingung ist die Minderheitsbedingung. Sie fordert, dass Parteien mit weniger als der Hälfte der Gesamtstimmen nicht mehr als die Hälfte der Gesamtsitze erhalten. Das D’Hondt-Verfahren kann die Minderheitsbedingung nicht erfüllen, dem stehen gelegentliche Überaufrundungen entgegen. In obigem Extrembeispiel erhält Partei A mit nur 48,4 Prozent der Stimmen sogar 100 Prozent der Sitze. Soll das D’Hondt-Verfahren der Minderheitsbedingung genügen, so müssen die Sitzzahlen durch ausdrücklich formulierte Zusatzbedingungen gedeckelt werden.
Zusatzbedingungen werden in Israel für die Wahl der Knesset praktiziert. Eine Partei ohne absolute Stimmenmehrheit darf höchstens die Hälfte der 120 Knessetsitzen erhalten. Zudem gibt es eine zweite Bedingung. Eine Partei kann nicht mehr Sitze gewinnen, als sie Kandidaten und Kandidatinnen nominiert hat. Das Bader/Ofer-Verfahren für Knessetwahlen ist also nicht direkt mit dem D’Hondt-Verfahren gleichzusetzen, sondern es ist die Variante, bei der zum eigentlichen D’Hondt-Verfahren die genannten Zusatzbedingungen hinzutreten.
Mangels empirischer Daten ist das nachfolgende Beispiel so konstruiert, dass mit dem reinen D’Hondt-Verfahren Partei A mit 48,4 Prozent der Gesamtstimmen eine Absolutmehrheit von 61 Sitzen erringen würde. An dieser Stelle greift die Deckelung mit 60 Sitzen. Ferner wird angenommen, dass Partei G mit einer Zwei-Personen-Liste und Partei H mit einer Einerliste kandidieren. Diese Parteien sind somit auf zwei bzw. einen Sitz beschränkt. Die anderen Parteien B bis F seien von den Zusatzbedingungen unberührt.
Die folgende Tabelle stellt die Berechnungsweise als Divisorverfahren mit Abrundung einschließlich der Zusatzbedingungen dar. Auf je 7.400 Stimmen entfällt rund ein Sitz, außer dass die Zusatzbedingungen die Sitzzahlen für die Parteien A, G und H auf 60 bzw. zwei bzw. einen Sitz deckeln. Die Quotienten für A, G und H spielen wegen der Deckelungen keine Rolle und sind deshalb eingeklammert.
| Partei                                                                                                 | Stimmen   | Max | Quotient | Sitze |
| --- | --------- | --- | -------- | ----- |
| A | 484.000   | 60  | (65,4)   | 60    |
| B | 126.000   |     | 17,03    | 17    |
| C | 110.000   |     | 14,9     | 14    |
| D | 102.000   |     | 13,8     | 13    |
| E | 62.000    |     | 8,4      | 8     |
| F | 39.000    |     | 5,3      | 5     |
| G | 39.000    | 2   | (5,3)    | 2     |
| H | 38.000    | 1   | (5,1)    | 1     |
| Summe (Divisor)                                                                                        | 1.000.000 |     | (7.400)  | 120   |
| Auf je 7.400 Stimmen entfällt rund ein Sitz, außer wenn die Zusatzbedingungen weniger Sitze erfordern. |           |     |          |       |

Für den Zugang über ein Höchstzahlenschema bietet sich der abgekürzte Weg an. Mit der Hare-Quote 1.000.000 / 120 = 8.333,33 und unter Berücksichtigung der Deckelung der Parteien G und H werden zum Start 112 der 120 Sitze vergeben. Die Auszählung muss acht Höchstzahlen ergänzen. Die Berechnung der Vergleichszahlen ist beim Erreichen des Dezimalkommas abgebrochen.
| Partei                                      | A       | A       | B       | B       | C       | C       | D       | D       | E      | E      | F      | F      | G        | H        |
| ------------------------------------------- | ------- | ------- | ------- | ------- | ------- | ------- | ------- | ------- | ------ | ------ | ------ | ------ | -------- | -------- |
| Stimmen                                     | 484.000 | 484.000 | 126.000 | 126.000 | 110.000 | 110.000 | 102.000 | 102.000 | 62.000 | 62.000 | 39.000 | 39.000 | 39.000   | 38.000   |
| Stimmen / Hare-Quote                        | 58,1    | 58,1    | 15,1    | 15,1    | 13,2    | 13,2    | 12,2    | 12,2    | 7,4    | 7,4    | 4,7    | 4,7    | (4,7)    | (4,6)    |
| Startsitze (insgesamt 112)                  | 58      | 58      | 15      | 15      | 13      | 13      | 12      | 12      | 7      | 7      | 4      | 4      | 2        | 1        |
| Vergleichszahlen                            |         |         |         |         |         |         |         |         |        |        |        |        |          |          |
| Stimmen / (Startsitze + 1)                  | 1       | 8.203   | 3       | 7.875   | 4       | 7.857   | 5       | 7.846   | 7      | 7.750  | 6      | 7.800  | (13.000) | (19.000) |
| Stimmen / (Startsitze + 2)                  | 2       | 8.066   | 8       | 7.411   | 7.333   | 7.333   | 7.285   | 7.285   | 6.888  | 6.888  | 6.500  | 6.500  | (9.750)  | (12.666) |
| Stimmen / (Startsitze + 3)                  | (7.934) | (7.934) | 7.000   | 7.000   | 6.875   | 6.875   | 6.800   | 6.800   | 6.200  | 6.200  | 5.571  | 5.571  | (7.800)  | (9.500)  |
| Stimmen / (Startsitze + 4)                  | (7.806) | (7.806) | 6.631   | 6.631   | 6.470   | 6.470   | 6.375   | 6.375   | 5.636  | 5.636  | 4.875  | 4.875  | (6.500)  | (7.600)  |
| Stimmen / (Startsitze + 5)                  | (7.682) | (7.682) | 6.300   | 6.300   | 6.111   | 6.111   | 6.000   | 6.000   | 5.166  | 5.166  | 4.333  | 4.333  | (5.571)  | (6.333)  |
| Ergänzende Auszählung von acht Höchstzahlen |         |         |         |         |         |         |         |         |        |        |        |        |          |          |
| Endsitze (insgesamt 120)                    | 60      | 60      | 17      | 17      | 14      | 14      | 13      | 13      | 8      | 8      | 5      | 5      | 2        | 1        |

Ohne Mehrheitsbedingung, aber mit Deckelung der Parteien G und H wären auf Partei A sogar 62 Sitze entfallen (auf Kosten von Sitzen von B und E). Das unverkürzte Höchstzahlenschema hätte einen Vorlauf von 58 Zeilen, den das verkürzte Schema überspringt.

### Minimierung der größten Überrepräsentation
Überrepräsentation und Unterrepräsentation der Wähler und Wählerinnen, die für eine Partei P stimmen, lassen sich am Erfolgswert ablesen:
{\displaystyle {\text{Erfolgswert einer Wählerstimme für die Partei }}P={\frac {{\text{Sitzanteil der Partei }}P}{{\text{Stimmenanteil der Partei }}P}}}
Der Sitzanteil im Zähler misst die Zahl der Sitze für Partei P in Form des Anteils an den Gesamtsitzen. Der Stimmenanteil im Nenner misst die Zahl der Stimmen für Partei P in Form des Anteils an den Gesamtstimmen.
Im idealen Fall werden einer Partei mit 35 Prozent Stimmenanteil so viele Sitze zugeteilt, dass der Sitzanteil gleichermaßen 35 Prozent beträgt. Der idealerweise anzustrebende ganze, hundertprozentige Erfolg wird also durch den Erfolgswert Eins erfasst.
In realen Anwendungsfällen wird der ideale Erfolgswert Eins fast immer verfehlt, weil wegen der Ganzzahligkeit der Sitzzahlen es nicht gelingt, Sitzanteil und Stimmenanteil genau gleich zu stellen. Für einige Parteien ist der Erfolgswert größer als Eins, für andere ist er kleiner als Eins. Ein Erfolgswert größer als Eins signalisiert, dass diese Partei mehr Sitze erhält als idealerweise gerechtfertigt; die Wählerschaft dieser Partei ist überrepräsentiert.
Für ein System mit {\displaystyle \ell } Parteien {\displaystyle P_{1},\ldots ,P_{\ell }} ist das Maximum der Erfolgswerte aller Wählerstimmen eine Maßzahl für die größte Überrepräsentation im Gesamtsystem:
{\displaystyle \max {\bigg \{}{\frac {{\text{Sitzanteil der Partei }}P_{1}}{{\text{Stimmenanteil der Partei }}P_{1}}},\ldots ,{\frac {{\text{Sitzanteil der Partei }}P_{\ell }}{{\text{Stimmenanteil der Partei }}P_{\ell }}}{\bigg \}}}
Das D’Hondt-Verfahren ist dadurch ausgezeichnet, dass mit seinen Sitzzuteilungen {\displaystyle x_{1},\ldots ,x_{\ell }} dieses Maximum minimiert wird. Die größte Überrepräsentation fällt so klein aus wie möglich. Bei dem Minimierungsprozess wird die gegebene D’Hondt-Zuteilung verglichen mit allen konkurrierenden Sitzzuteilungen {\displaystyle y_{1},\ldots ,y_{\ell }}, die dieselbe Zahl h an Gesamtsitzen verteilen: {\displaystyle x_{1}+\cdots +x_{\ell }=h=y_{1}+\cdots +y_{\ell }}.
Die Optimalitätseigenschaft, dass das D’Hondt-Verfahren die größte Überrepräsentation so weit wie möglich absenkt, ist theoretisch befriedigend, praktisch aber von geringer Bedeutung. Es gibt keinen Beleg dafür, dass ein Gesetzgeber die Aufnahme des D’Hondt-Verfahrens in ein Wahlgesetz damit begründet hätte, dass es die größte Überrepräsentation minimiert.